# 加戈伊爾嶺
加戈伊爾嶺（英語：Gargoyle Ridge）是南極洲的山嶺，位於奧次地，屬於邱吉爾山脈中科巴姆山脈的一部分，由新西蘭探險隊命名，現時由南極條約體系管理。

## 外部連結
. . United States Geological Survey.   [2012-04-17].
82°24′S 159°30′E / 82.400°S 159.500°E